# Peugeot 309
O 309 é um modelo de porte compacto produzido pela Peugeot entre 1985 a 1993, é o substituto do Talbot Horizon, o 309 nasceu do projeto Talbot C28 e usa a plataforma do Peugeot 205 que foi alongada ao extremo, tanto é que ambos compartilham as mesmas portas. Durante sua vida foram fabricados 1.635.132 unidades.

## Linha do tempo[3][1]

### 1985
O 309 é lançado com a carroceria hatchback.

### 1986
Chega as versões com motor a Diesel, a carroceria de 3 portas também fica disponível assim como a versão esportiva GTI.

### 1990
O modelo passa por uma revisão e corrigi deficiências dos modelos anteriores.

### 1993
Ultimo ano de fabricação esteve disponível somente a versão 309 Vital Plus com os motores 1.1 L Gasolina e 1.7 L Diesel, ate o fim desse ano, e é sucedido definitivamente pelo Peugeot 306.

## Curiosidades
- Originalmente seu nome era para ser Talbot.[2]
- Os modelos com cambio automático e manuais de 4 marchas são raros.[3]

## Galeria

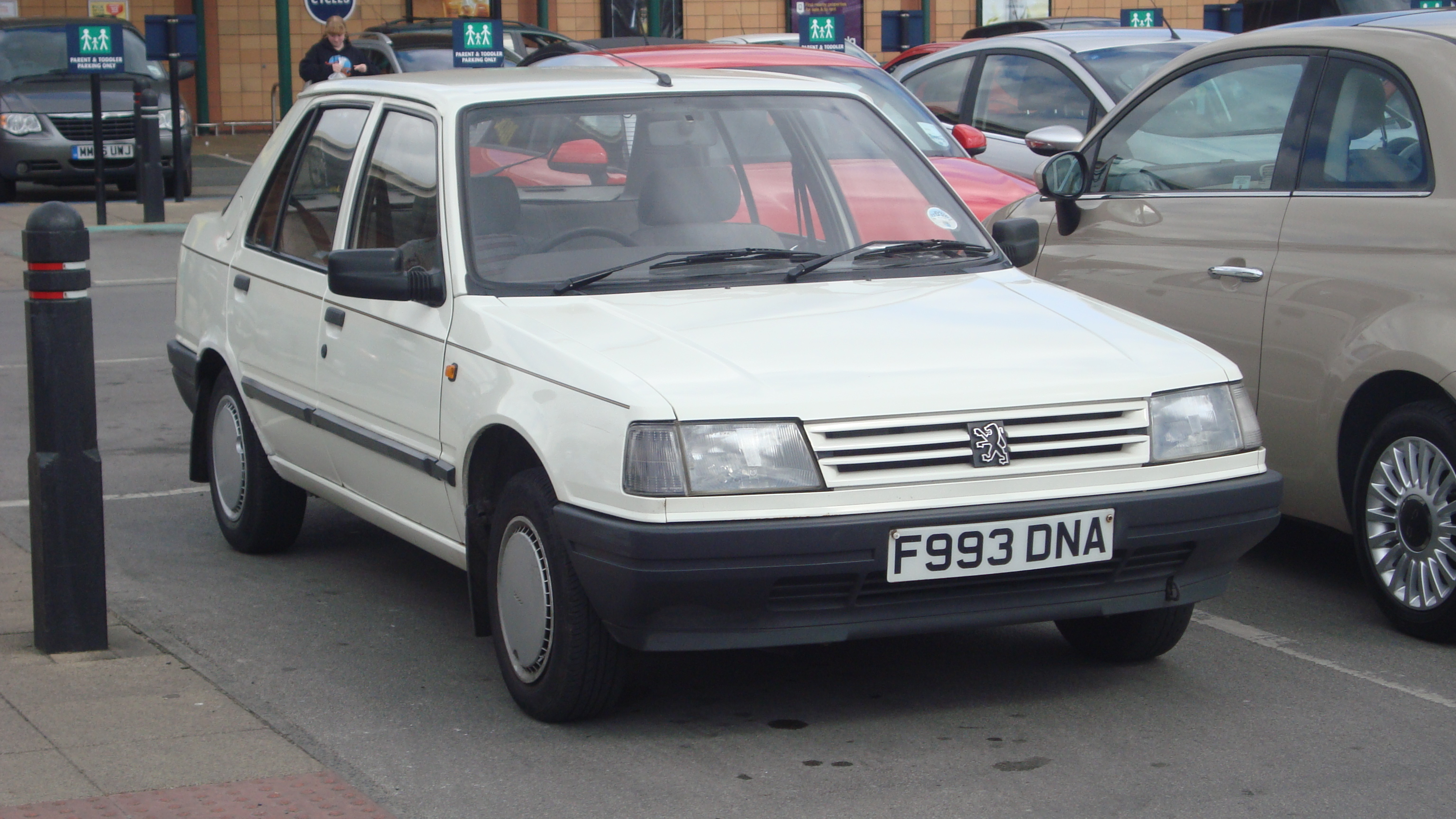
Peugeot 309 - 5 portas
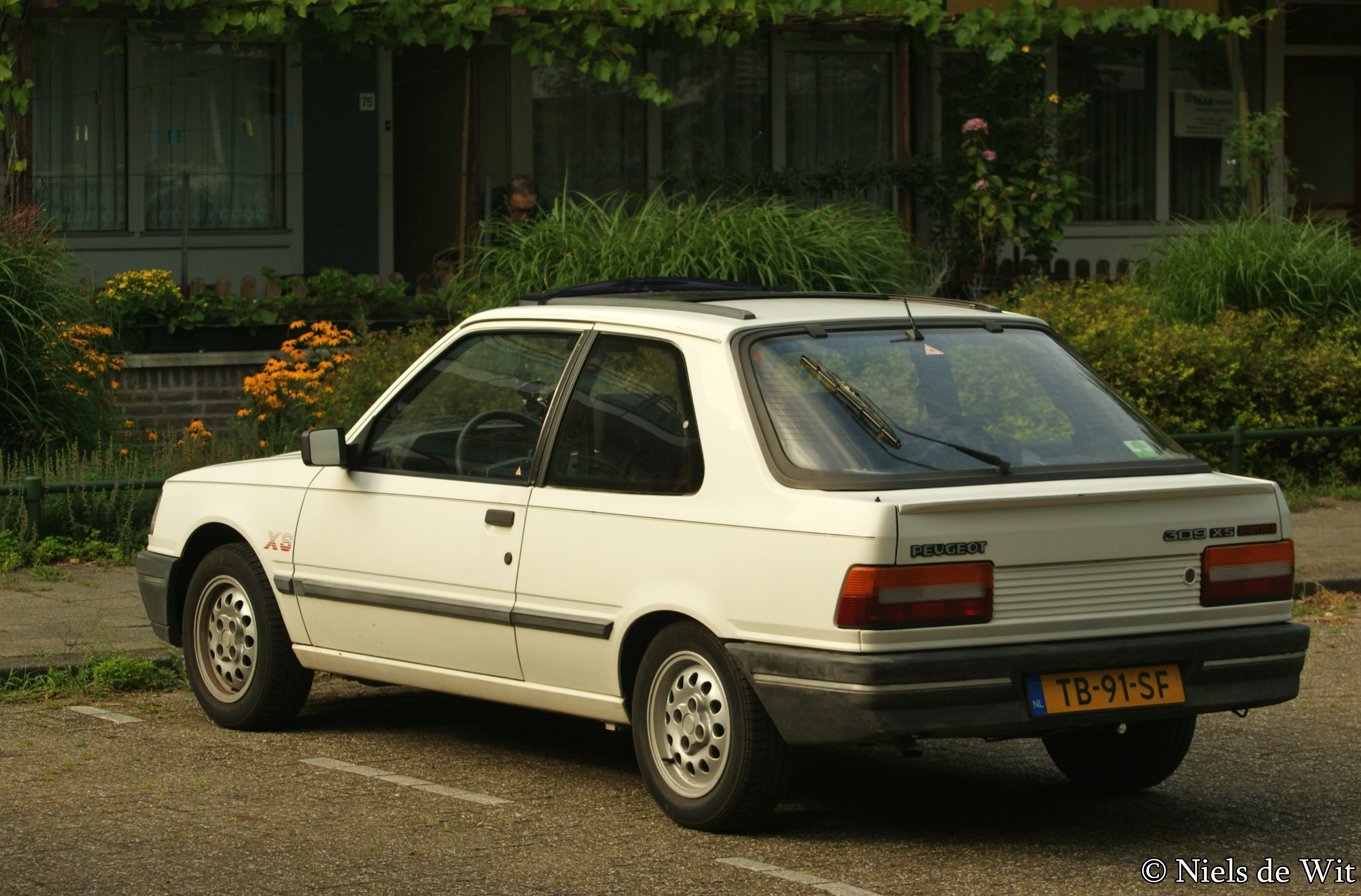
Peugeot 309 - 3 portas
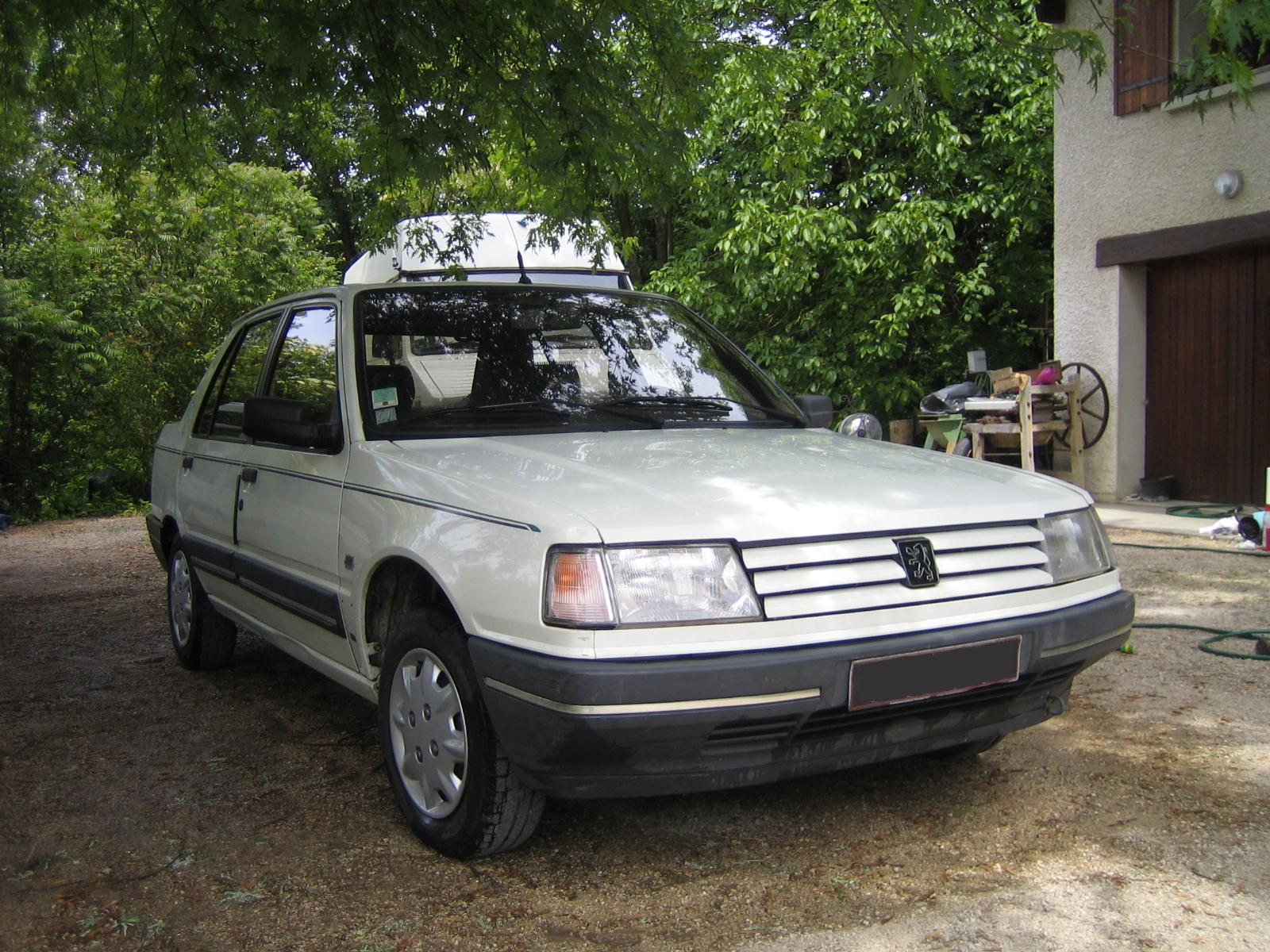
Peugeot 309 facelift 1989
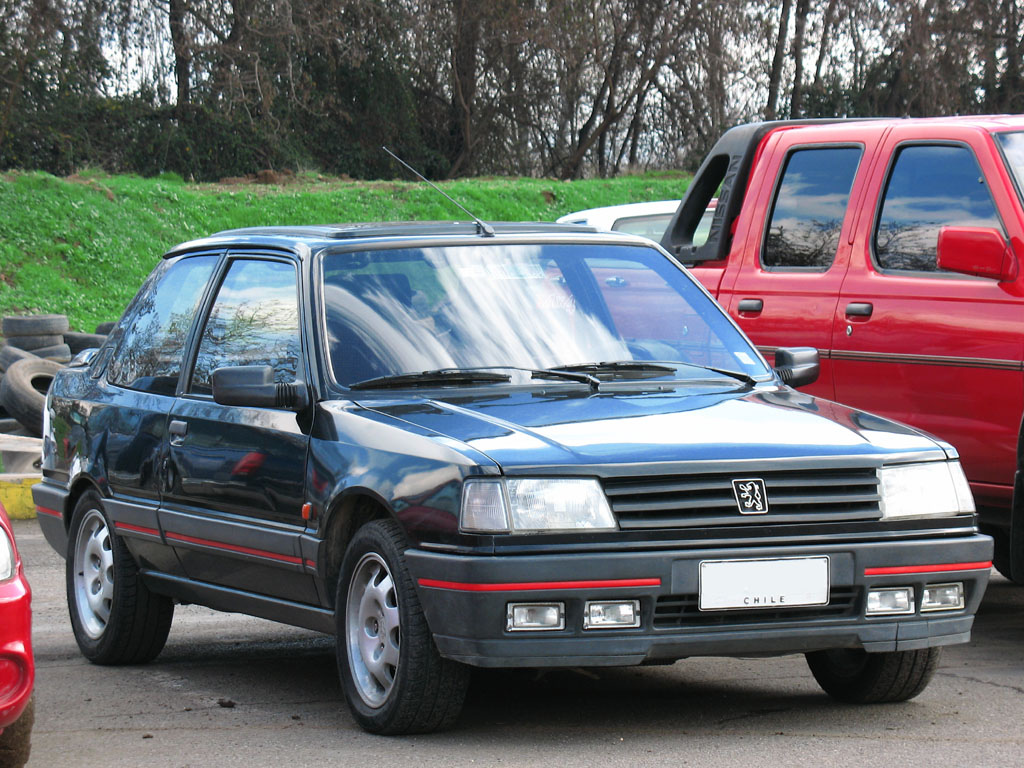
Peugeot 309 GTi